# Цимбаревич, Валерий Петрович
Валерий Петрович Цимбаревич (1941—2004) — белорусский тренер по греко-римской борьбе, Заслуженный тренер БССР.

## Биография
Родился в 1941 году. Окончил Белорусский государственный институт физической культуры. Мастер спорта СССР. С 1968 года работал тренером в Минске.
Среди учеников: победитель первенства СССР и первенства мира среди молодежи 1975 года Петр Лось, победитель первенства СССР среди молодежи 1977 года Игорь Крепчук, победитель первенства СССР среди юниоров и молодежи 1984 и 1986 года и победитель первенства Европы среди молодежи 1986 года Олег Боцула, чемпион Спартакиады народов СССР 1986 Владимир Богуцкий, бронзовый призер чемпионата Европы Георгий Сосковец, серебряный призер чемпионата Европы 2000 Андрей Батура.
С 1972 по 1977 работал старшим тренером юношеской и юниорской сборных команд БССР по классической борьбе.
В 1979—1980 главный тренер сборной команды Белорусской ССР.
В Минске проводится традиционный юношеский турнир по греко-римской борьбе памяти Заслуженного тренера Республики Беларусь В. П. Цимбаревича.

## Награды и звания
- Заслуженный тренер БССР (1977)